# Death Train
Death Train (meglio conosciuto come Detonator) è un film per la televisione del 1993 diretto da David Jackson.

## Trama
Il mercenario Michael Graham detto Mike viene assoldato dal generale russo Konstantin Benin che ha disertato per trasportare un ordigno nucleare attraverso l'Europa e consegnarla agli uomini del dittatore iracheno Saddam. Per riuscirci, deve rubare un treno merci su cui verrà nascosta la bomba. 